# Laetitia Casta
Lætitia Marie Laure Casta (Pont-Audemer, 11 maggio 1978) è una supermodella e attrice francese.
È considerata una delle modelle più importanti della sua generazione, divenuta una vera icona di bellezza tra la metà degli anni '90 ed i primi anni 2000. È stata una delle muse preferite di numerosi stilisti, in particolare Yves Saint Laurent e Jean-Paul Gaultier, oltre che uno dei più celebri "angeli" di Victoria's Secret ed una delle più popolari "Guess Girls" del marchio d'abbigliamento Guess?.
Durante la sua carriera è apparsa su oltre 100 copertine di importanti riviste, tra le quali Vogue, Cosmopolitan, Rolling Stone, Elle, Harper's Bazaar, Vanity Fair e Glamour; ed ha sfilato per couturier del calibro di Chanel, Dior, Dolce & Gabbana, Paco Rabanne, Kenzo, Louis Vuitton, Christian Lacroix, Roberto Cavalli, Jacquemus, Vivienne Westwood, Lolita Lempicka, Ted Lapidus, Mariella Burani, Gai Mattiolo, Ralph Lauren e Tod's, oltre che per i già citati Saint Laurent e Gaultier.
Testimonial ufficiale di L'Oréal dal 1998, ha inoltre prestato il volto per le campagne pubblicitarie di Givenchy, Miu Miu, Valentino, Bulgari, Nina Ricci, Emanuel Ungaro, Alberta Ferretti, Tiffany & Co. e Swarovski.

## Biografia

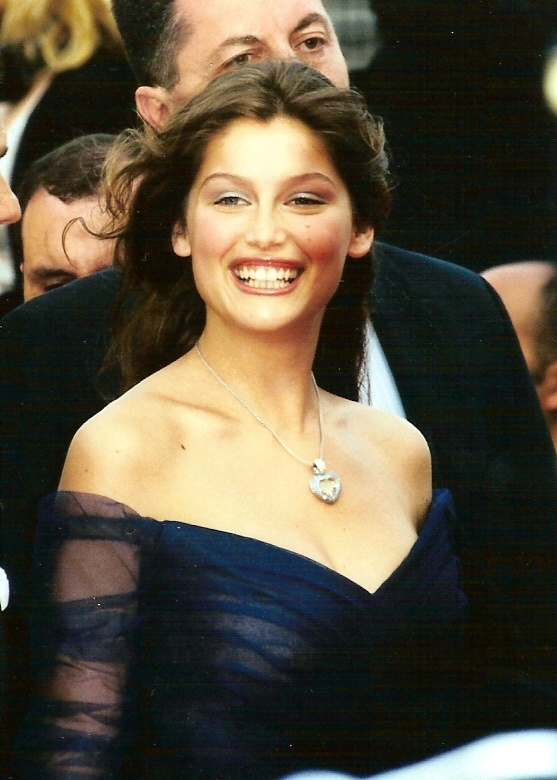
Laetitia Casta al Festival di Cannes 1999

La madre di Laetitia, Line Blin, è della Normandia; il padre, Dominique Casta, proviene da Lumio in Corsica. Laetitia ha un fratello maggiore, Jean-Baptiste, e una sorella minore, Marie-Ange Casta.

### Carriera

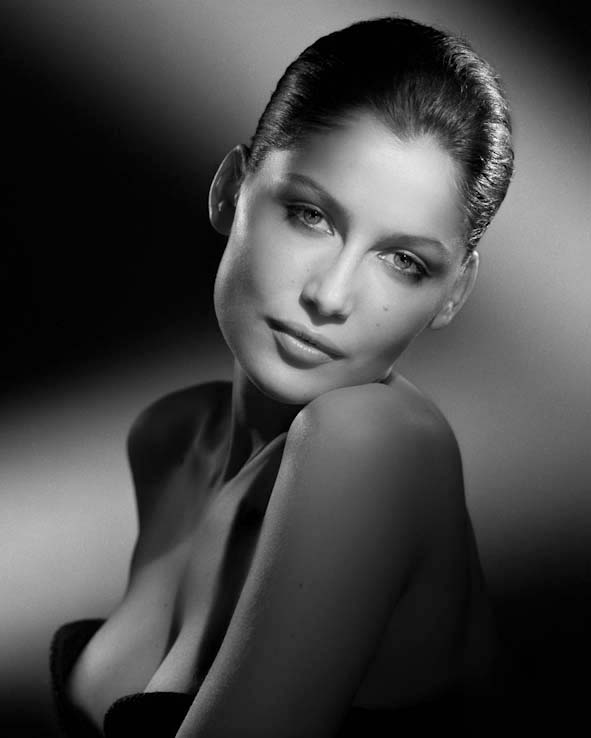
Laetitia Casta fotografata allo Studio Harcourt Paris nel 2005

La sua carriera, secondo quanto riportato, cominciò a quindici anni, quando fu scoperta da un fotografo durante una vacanza di famiglia a Marine de Sant'Ambrogio, frazione di Lumio in Corsica, terra natia del padre. È una supermodella e il testimonial ufficiale di L'Oréal. Ha posato per le copertine di Victoria's Secret, per la pubblicità del super push-up di H&M e per la pubblicità dei jeans Guess. È anche apparsa in tre swimsuit edition di Sports Illustrated, in Rolling Stone e in molte pubblicità di L'Oréal e Victoria's Secret.
Nel 1999 fu scelta dall'Associazione dei sindaci francesi (AMF) come modella della Marianne, simbolo allegorico della repubblica francese. Ha posato per più di cento copertine di giornali ed è stata riconosciuta, assieme a Tyra Banks, come l'ideale della modella sensuale. Ha partecipato ad alcuni film tra cui Asterix & Obelix contro Cesare. In Italia ha presentato il Festival di Sanremo 1999, assieme a Fabio Fazio, ed è stata protagonista di uno spot per Lorenz Watches insieme al modello connazionale Satya Oblet. Nello stesso anno ha debuttato sul Calendario Pirelli, esperienza che ripeterà anche nel 2000 e 2019.
Nel 2006 ha recitato per la prima volta accanto al nuovo compagno e padre dei suoi figli Orlando ed Athena, Stefano Accorsi, nel film La jeune fille et le loups, di Gilles Legrand, non distribuito in Italia. Nell'aprile del 2010 partecipa alle riprese del video musicale Te amo, della cantante Rihanna. Negli ultimi anni, Laetitia ha fatto apparizioni in film e produzioni televisive francesi. Inoltre ha partecipato al video di Chris Isaak per la canzone Baby Did a Bad Bad Thing.
Nel 2011 è stata candidata al Premio César come miglior attrice non protagonista per il film Gainsbourg (vie héroïque), in cui interpreta Brigitte Bardot.
Nel febbraio 2014 è stata protagonista della pellicola Una donna per amica, accanto a Fabio De Luigi e Adriano Giannini ed è stata ospite del sessantaquattresimo Festival di Sanremo.
Nel 2024 è protagonista del film Una storia nera.

## Vita privata
Il 19 ottobre 2001 Laetitia ha dato alla luce una femmina, figlia dell'ex fidanzato Stéphane Sednaoui. Dal 2003 al 2013 è stata fidanzata con l'attore italiano Stefano Accorsi, dal quale ha avuto due figli, il primo nato il 21 settembre 2006 e la seconda nata il 29 agosto 2009. Dal 2015 si è legata all'attore francese Louis Garrel, con il quale si è sposata nel giugno 2017 a Lumio in Corsica. Il loro primo figlio è nato il 17 marzo 2021.

## Filmografia

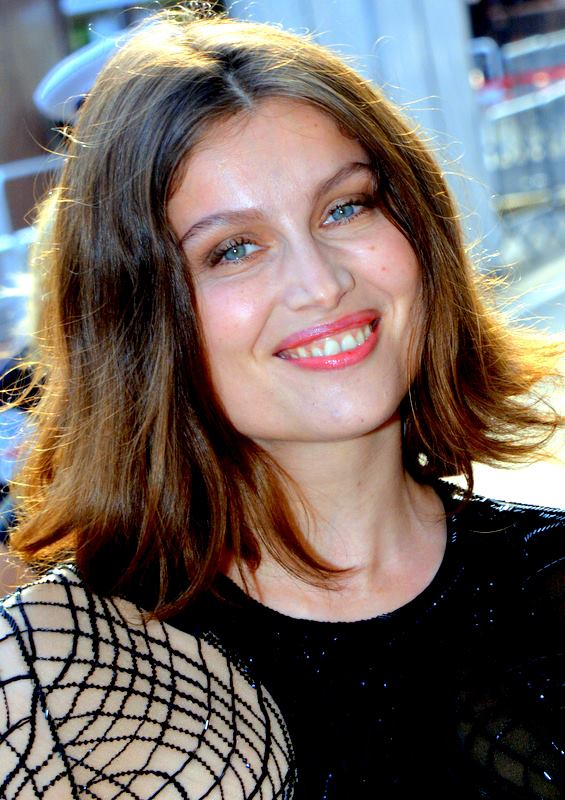
Laetitia Casta al Festival di Cannes 2016

### Cinema
- Asterix & Obelix contro Cesare, regia di Claude Zidi (1999)
- Gitano (2000)
- Les Âmes fortes, regia di Raúl Ruiz (2001)
- Rue des plaisirs, regia di Patrice Leconte (2002)
- Errance, regia di Damien Odoul (2003)
- Il grande appartamento (Le Grand Appartement), regia di Pascal Thomas (2006)
- La Déraison du Louvre - cortometraggio (2006)
- La Jeune Fille et les Loups, regia di Gilles Legrand (2007)
- Nés en 68, regia di Olivier Ducastel, Jacques Martineau (2008)
- Visage regia di Tsai Ming-liang (2009)
- Gainsbourg, vie héroïque, regia di Joann Sfar (2010)
- Derrière les murs (2011)
- Sévère (2011)
- La guerra dei bottoni (La Nouvelle Guerre des boutons), regia di Christophe Barratier (2011)
- La frode (Arbitrage), regia di Nicholas Jarecki (2012)
- Do Not Disturb, regia di Yvan Attal (2012)
- Una donna per amica, regia di Giovanni Veronesi (2014)
- 11 donne a Parigi (Sous les jupes des filles), regia di Audrey Dana (2014)
- L'uomo fedele (L'Homme fidèle), regia di Louis Garrel (2018)
- L'incroyable histoire du Facteur Cheval, regia di Nils Tavernier (2018)
- Le milieu de l'horizon, regia di Delphine Lehericey (2019)
- La Croisade, regia di Louis Garrel (2021)
- Coma, regia di Bertrand Bonello (2022)
- Le Consentement, regia di Vanessa Filho (2023)
- Una storia nera, regia di Leonardo D'Agostini (2024)

### Televisione
- La Bicicletta blu - miniserie TV (2000)
- Luisa Sanfelice - miniserie TV (2004)
- Arletty, une passion coupable - film TV (2015)

### Doppiaggio
- Rio, regia di Carlos Saldanha (2012)
- Rio 2 - Missione Amazzonia, regia di Carlos Saldanha (2014)

## Doppiatrici italiane
- Stella Musy in La Bicicletta blu, Rue de plaisirs, Luisa Sanfelice, La guerra dei bottoni
- Roberta Pellini in Asterix & Obelix contro Cesare
- Eleonora Reti in L'uomo fedele
- Emanuela Damasio in La crociata

## Teatro
- Ondine, di Jean Giraudoux, regia di Jacques Weber (2004)
- Elle t'attend, testo e regia di Florian Zeller (2008)
- Scènes de la vie conjugale, di Ingmar Bergman, regia di Safy Nebbou (2017)
- Clara Haskil, prélude et fugue, di Serge Kribus, regia di Safy Nebbou (2021)

## Agenzie
- Allarosa Production
- IMG Models - New York

## Opere
- (FR) Laetitia Casta, Laetitia Casta, Parigi, Assouline, 24 novembre 1999, ISBN 978-2-84323-179-7.

## Riconoscimenti
- Festival du film de Cabourg
  - 2008 – Swann d'oro alla miglior attrice per Nés en 68
- Locarno Film Festival
  - 2021 – Excellence Award Davide Campari alla carriera